# 雲榮
雲榮（504年—573年11月18日），字显乐，东魏、北齐将领，朔方郡（今陕西省靖边县）人，本赫连姓，出自匈奴铁弗部（夏国）。

## 生平
云荣跟随高欢起兵，担任帐内都督，转任为征虏将军、中散大夫，担任抚军将军、敷城县开国子，食邑五百户。官至直荡正都督，册封永宁县开国侯，转任假仪同三司、岐州刺史，进封平原县开国公，累授开府仪同三司、西中大都督、西中郎将。武平四年十月初九日（573年11月18日），在西中府去世，时年七十岁，追赠都督赵安平三州诸军事、赵州刺史、中书令。

## 家族
- 高祖：赫连勃勃，夏国武烈皇帝
  - 曾祖：赫连那勿黎，夏国七兵尚书、北魏北部大人（北部莫弗），改姓为宥豆连氏（汉语意义为云姓）
    - 祖父：某，墓志没有记载
      - 父亲：云库堆，仪同三司、太常卿、朔州刺史